# Grimmia tunariensis
Grimmia tunariensis là một loài Rêu trong họ Grimmiaceae. Loài này được (Herzog) Broth. mô tả khoa học đầu tiên năm 1924.